# Кириленко Марія Юріївна
Марія Юріївна Кириленко (рос. Мария Юрьевна Кириленко, 25 січня 1987) — російська професійна тенісистка, олімпійська медалістка.
Марія Кириленко почала займатися тенісом з п'яти років. Коли їй виповнилося 12, її помітила на тренуванні Олена Брюховець і запросила працювати під своїм керівництвом. У змаганнях під егідою WTA Марія бере участь з 2001 року.
Бронзову олімпійську медаль Марія виборола разом із Надією Петровою на літніх Олімпійських іграх 2012 у парному розряді.
Кириленко швидка й рухлива, грає здебільшого на задній лінії, хоча не боїться виходити до сітки. Її гра з лету та напівлету одна з найкращих в турі. Марія краще б'є відкритою ракеткою.
Марія Кириленко стала обличчям фірми Adidas, рекламуючи лінію тенісного одягу британського дизайнера Стелли Маккартні. З 2009 року її замінила Каролін Возняцкі. У 2009 році Кириленко з'явилася у спеціальному випуску Спортс Іллюстрейтед, присвяченому дівчатам у купальниках.